# Führungs- und Kommunikationskraftwagen

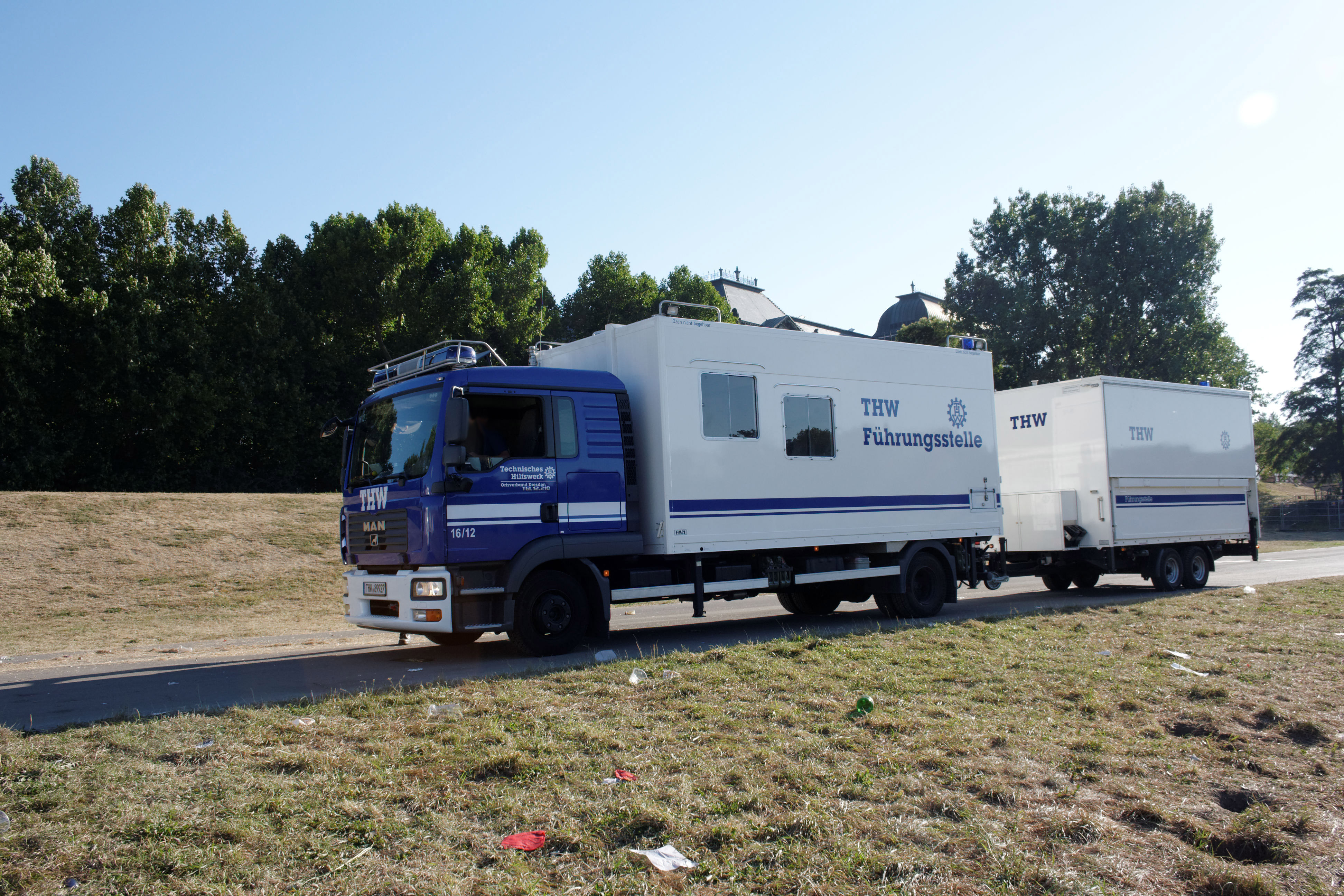
FüKomKW mit Anh FüLa

Beim Führungs- und Kommunikationskraftwagen (FüKomKW) handelt es sich um einen speziellen Einsatzleitwagen des Technischen Hilfswerks. Er dient dem Führungsstab als mobile Einsatzzentrale. Er gehört zur Fachgruppe Führung/Kommunikation, besitzt drei Sitzplätze, sechs Arbeitsplätze und entsprechende Funktechnik einschließlich verschiedener Antennen sowie eines pneumatischen Schiebemastes.

## Aufbau
Er ist auf einem 12-Tonnen-LKW-Fahrgestell mit Hinterradantrieb aufgebaut und wird in der Regel durch einen Anhänger Führung und Lage (Anh FüLa), welcher als Faltcontainer für einen ca. 20 Quadratmeter großen Raum inklusive Tischen und Magnettafeln konzipiert ist, ergänzt.

## Beleg
- Fahrzeugbeschreibung auf der Seite des THW